# Морская полиция: Спецотдел (сезон 10)
Список эпизодов десятого сезона телевизионной драмы «Морская полиция: Спецотдел» (NCIS), который выходил в эфир в период с 25 сентября 2012 по 14 мая 2013 года.
Спецотдел, сформированный на основе морской полиции, имеет свое предназначение – это расследование секретных и важных дел.В десятом сезоне эти люди продолжают выполнять свою работу и перед ними встают новые задачи, требующие немедленного решения. Совершаются новые преступления, и каждое из них шокирует присутствующей дерзостью и сложностью.
Гиббс, руководящий подразделением, как всегда весьма требователен и не желает признавать поражения. Главные герои вынуждены ежедневно идти на риск и встречать много опасностей.

## В ролях
| Имя                    | Исполнитель     | В ролях    | Периодический персонаж |
| ---------------------- | --------------- | ---------- | ---------------------- |
| Лерой Джетро Гиббс     | Марк Хэрмон     | весь сезон | н/д                    |
| Энтони ДиНоззо         | Майкл Уэзерли   | весь сезон | н/д                    |
| Зива Давид             | Коте де Пабло   | весь сезон | н/д                    |
| Тимоти МакГи           | Шон Мюррей      | весь сезон | н/д                    |
| Эбби Шуто              | Поли Перретт    | весь сезон | н/д                    |
| Лион Вэнс              | Роки Кэрролл    | весь сезон | н/д                    |
| Дональд «Даки» Маллард | Дэвид Маккаллум | весь сезон | н/д                    |
| Джимми Палмер          | Брайан Дитцен   | весь сезон | н/д                    |

## Эпизоды
| № | #  | Название                                         | Режиссёр              | Сценарист                                      | Дата показа в США | Зрители США (миллионы) |
| --- | -- | ------------------------------------------------ | --------------------- | ---------------------------------------------- | ----------------- | ---------------------- |
| 211 | 1  | «Extreme Prejudice» «Невероятная предвзятость»   | Тони Уормби           | Гэри Глэсберг                                  | 25 сентября 2012  | 20,48                  |
| После взрыва в штабе NCIS Тони и Зива застряли в лифте, Макги ранен осколком стекла, Дакки перенес инфаркт, когда узнал об этом. Для поимки Харпера Диринга подключили все федеральные агентства, приказ — «живым не брать». |    |                                                  |                       |                                                |                   |                        |
| 212 | 2  | «Recovery» «Восстановление»                      | Деннис Смит           | Скотт Уильямс                                  | 2 октября 2012    | 18,87                  |
| Идет ремонт и восстановление штаба NCIS. Для оценки психологического состояния сотрудников после недавних событий приходит психолог, а команда расследует убийство одного из сотрудников NCIS — Маргарет Воткинс, которая работала в оружейном отделе. |    |                                                  |                       |                                                |                   |                        |
| 213 | 3  | «Phoenix» «Феникс»                               | Терренс О’Хара        | Стивен Байндер                                 | 9 октября 2012    | 18,51                  |
| Даки по собственной инициативе эксгумировал тело командора, которому делал вскрытие 12 лет назад, из-за всплывших новых фактов и, возможно, это был не несчастный случай, а убийство. Неожиданно это дело переплетается с новым убийством. |    |                                                  |                       |                                                |                   |                        |
| 214 | 4  | «Lost at Sea» «Затерянные в море»                | Тони Уормби           | Кристофер Уэйлд                                | 23 октября 2012   | 17,78                  |
| Найден экипаж вертолета, который совершал тренировочный полет возле побережья Атлантического океана и потерпел крушение 4 дня назад. Но у членов экипажа нет ранений, соответствующих этому. Между тем Тони и Макги заключают пари с Зивой. |    |                                                  |                       |                                                |                   |                        |
| 215 | 5  | «Namesake» «Тёзка»                               | Арвин Браун           | Джордж Шенк и Фрэнк Кардеа                     | 30 октября 2012   | 18,83                  |
| Старшина Колин Боксер найден застреляным за рулем Феррари, но откуда у него деньги на такую машину. А Гиббс неожиданно натыкается на своего тёзку Лероя Джетро Мура, друга отца, с которым тот не разговаривает уже 40 лет и, в честь которого и был назван. |    |                                                  |                       |                                                |                   |                        |
| 216 | 6  | «Shell Shock (Part I)» «Контузия. Часть 1»       | Лесли Либман          | Николь Миранте-Мэтьюс                          | 13 ноября 2012    | 17,05                  |
| На капитана Джо Уэскотта и лейтенанта Майкла Торреса нападают, а на следующий день лейтенанта находят мертвым. Уэскотт утверждает, что напдавших было несколько, но на записи камеры слежения, только как он нападает на человека по имени Рендалл Керси. Сначала он не может этого объяснить, но потом выясняется, что Керси был в Афганистане и воевал на стороне врага, когда там был капитан.                              |    |                                                  |                       |                                                |                   |                        |
| 217 | 7  | «Shell Shock (Part II)» «Контузия. Часть 2»      | Том Райт              | Джина Люсита Монреаль                          | 20 ноября 2012    | 16,47                  |
| Команда ищет террориста Рендалла Керси, который замышляет что-то серьезное, и обращается за помощью к капитану Джо Уэскотту потому, что он уже встречался с ним в Афганистане. Между тем Гиббс будет хозяином ужина в честь Дня Благодарения в этом году, а у Зивы особые планы - сходить в оперу. |    |                                                  |                       |                                                |                   |                        |
| 218 | 8  | «Gone» «Утрата»                                  | Джеймс Уитмор-младший | Рид Штайнер и Скотт Уильямс                    | 27 ноября 2012    | 19,76                  |
| После полуночного сеанса отец-военный должен встретить свою дочь и её подругу возле кинотеатра, но неожиданно неизвестные на фургоне похищают одну из девочек, а его убивают, когда он пытался помешать. Когда расследование заходит в тупик, Гиббс обращается за помощью к старой знакомой - мисс Пеннебекер Тем временем Тони начинает ревновать, когда узнаёт, что к Зиве приезжает друг из Израиля.                        |    |                                                  |                       |                                                |                   |                        |
| 219 | 9  | «Devil’s Trifecta» «Дьявольская троица»          | Арвин Браун           | Стивен Байндер                                 | 11 декабря 2012   | 17,65                  |
| Агента Форнелла пытались убить, но, к счастью, он был в бронежилете. В ходе расследования Гиббс и Форнелл сталкиваются со своей бывшей женой Дианой, и, к их изумлению, она тоже оказывается агентом, работающим на Налоговое управление, - под прикрытием,она расследует крупное мошенничество, а представлялась под фамилией Форнелл,из-за чего чуть и не убили Тобиаса. Эта троица начинает вести совместное расследование. |    |                                                  |                       |                                                |                   |                        |
| 220 | 10 | «You Better Watch Out» «Тебе лучше быть начеку»  | Тони Уормби           | Джордж Шенк и Фрэнк Кардеа                     | 18 декабря 2012   | 19,59                  |
| Убит безработный муж командора ВМС, но откуда у него оказывается стодолларовая купюра, которую только хотели выпустить в обращение, а потом находят ещё на сумму 400 тысяч долларов. А тем временем к Тони на Рождество приезжает отец и без проблем конечно не обходиться. |    |                                                  |                       |                                                |                   |                        |
| 221 | 11 | «Shabbat Shalom» «Шаббат Шалом»                  | Деннис Смит           | Кристофер Уэйлд                                | 8 января 2013     | 21,11                  |
| Отец и сын рыбачили в реке и выловили человеческое ухо. Из реки вытащили труп, одетый в форму матроса, но это оказался журналист, который пишет статьи по распространению наркотиков на флоте. А к Зиве неожиданно приезжает отец. |    |                                                  |                       |                                                |                   |                        |
| 222 | 12 | «Shiva» «Шива»                                   | Арвин Браун           | Кристофер Уэйлд, Гэри Глэсберг и Скотт Уильямс | 15 января 2013    | 22,86                  |
| После убийства Элая Давида и смерти жены директора Вэнса, Зива и Леон жаждут одного — мести. После всех этих событий Зива и Тони ещё больше сближаются. |    |                                                  |                       |                                                |                   |                        |
| 223 | 13 | «Hit and Run» «Ударь и беги»                     | Деннис Смит           | Гэри Глэсберг и Джина Люсита Монреаль          | 29 января 2013    | 22,07                  |
| Молодой капрал со своей подругой разбились в автокатастрофе; на первый взгляд несчастный случай, но всё не так просто. При осмотре машины с места аварии Эбби вспоминает своё самое первое дело. |    |                                                  |                       |                                                |                   |                        |
| 224 | 14 | «Canary» «Канарейка»                             | Терренс О'Хара        | Кристофер Уэйлд                                | 5 февраля 2013    | 21,79                  |
| NCIS взяла кибертеррориста №2 в мире по имени Хан, который недавно взломал их сервера, но они хотят ещё узнать, кто его нанял. Он не хочет сотрудничать, но Гиббс придумал как его разговорить. |    |                                                  |                       |                                                |                   |                        |
| 225 | 15 | «Hereafter» «Потусторонний мир»                  | Тони Уормби           | Николь Миранте-Мэтьюз                          | 19 февраля 2013   | 21,08                  |
| Во время утреннего занятия на базе в Куантико внезапно умирает рядовой Кроу, на его теле обнаружены многочисленные ранения и ссадины. Команде предстоит выяснить откуда они взялись и это ли послужило причиной смерти. Директор Вэнс дома находит в вещах жены ключ от депозитного ящика в банке и счет на её имя, и он хочет получить ответы - зачем это ей нужно было.                                                      |    |                                                  |                       |                                                |                   |                        |
| 226 | 16 | «Detour» «Объезд»                                | Марио Ван Пиблз       | Стивен Биндер                                  | 26 февраля 2013   | 20,69                  |
| В Ричмонде был подстрелен офицер и, наверняка, умер бы от потери крови, но решил раньше себя убить выпив едкую жидкость для промывки канализационных труб. Зачем он это сделал должно выявить вскрытие. Даки и Палмер с места преступления решили поехать в объезд по проселочным дорогам, чтобы не стоят в пробке, но кому-то труп также нужен.                                                                               |    |                                                  |                       |                                                |                   |                        |
| 227 | 17 | «Prime suspect» «Главный подозреваемый»          | Джеймс Уитмор мл.     | Джордж Шенк и Фрэнк Кардеа                     | 5 марта 2013      | 20,81                  |
| Начали происходить убийства девушек серийным маньяком после трехлетнего перерыва и друг Гиббса (его парикмахер) подозревает своего сына, так как и фотопортрет на него похож и в дни убийств его не было дома. Он просит Гиббса проверить его. А ДиНоззо с Дорнегетом отправляют на Багамы, чтобы арестовать капрала Дугласа Александера за финансовые махинации.                                                              |    |                                                  |                       |                                                |                   |                        |
| 228 | 18 | «Seek» «Искать»                                  | Майкл Уэзерли         | Скотт Уильямс                                  | 19 марта 2013     | 19,79                  |
| Сержант Тед ЛеМер и его верный друг, пес Декстер, служат в Афганистане и обыскивают территорию и здания на предмет взрывчатых устройств. Он только что спас мальчика, который чуть не подорвался на мине и его убивает снайпер Талибана, как все думают. Но у его жены появляются сомнения и она обращается в Морскую полицию выяснить так ли это.                                                                             |    |                                                  |                       |                                                |                   |                        |
| 229 | 19 | «Squall» «Шквал»                                 | Том Райт              | Билл Насс                                      | 26 марта 2013     | 18,62                  |
| Во время шквала на борту корабля находят мертвого доктора, до выяснения всех обстоятельств все должны оставаться на месте. А на судне в это время находился отец МакГи, адмирал - Джон МакГи, с которым они уже давно не виделись. |    |                                                  |                       |                                                |                   |                        |
| 230 | 20 | «Chasing ghosts» «Погоня за призраками»          | Эрвин Браун           | Николь Миранте-Мэтьюз                          | 9 апреля 2013     | 17,22                  |
| Когда лейтенант вернулась домой, то в комнате обнаружила беспорядок, а на полу следы крови и её муж пропал. Команда расследует его исчезнование,а Тони обнаруживает, что Зива самостоятельно ищет убийцу её отца - Илана Боднара. |    |                                                  |                       |                                                |                   |                        |
| 231 | 21 | «Berlin» «Берлин»                                | Терренс О'Хара        | Скотт Уильямс и Джина Люсита Монреал           | 23 апреля 2013    | 17,33                  |
| Тони и Зива отправляются в Берлин за Иланом Боднаром, где он по последним сведениям находится, а остальные расследуют убийство офицера Моссад в Вашингтоне и заодно знакомятся с новым его директором. |    |                                                  |                       |                                                |                   |                        |
| 232 | 22 | «Revenge» «Месть»                                | Джеймс Уитмор Мл.     | Джордж Шенк и Фрэнк Кардеа                     | 30 апреля 2013    | 18,29                  |
| Илан Боднар до сих пор находится в США и готов исчезнуть навсегда после того, как получил бриллианты из Берлина, но команде удается выследить его и Зива выбрасывает его с верхней палубы корабля и тот умирает. |    |                                                  |                       |                                                |                   |                        |
| 233 | 23 | «Double blind» «Двойной слепой»                  | Деннис Смит           | Кристофер Уэйлд и Стивен Биндер                | 7 мая 2013        | 17,56                  |
| Старшина флота замечает, что за ним следят и хочет, чтобы расследовали это дело, но, как выясняется, он был частью эксперимента, на который он подписался, но ничего не помнит об этом. А команда проходит внутреннее расследование по руководством Парсонса и идёт "охота на ведьм", и главной целью, как оказывается, является Гиббс.                                                                                        |    |                                                  |                       |                                                |                   |                        |
| 234 | 24 | «Damned if you do» «Будь проклят, если сделаешь» | Тони Уормби           | Гэри Глэсберг                                  | 14 мая 2013       | 18,79                  |
| Парсонс хочет сделать карьеру, на том, чтобы посадить Гиббса. Его команда ищет компромат на Парсонса и готова сама уйти, переложив ответственность на себя. Следующие события происходят спустя четыре месяца: Гиббс в роли снайпера должен убить какую-то важную мишень... |    |                                                  |                       |                                                |                   |                        |